# Galliwasps
Galliwasps (Diploglossus) zijn een geslacht van hagedissen die behoren tot de familie Diploglossidae.

## Naam en indeling
De wetenschappelijke naam van de groep werd voor het eerst voorgesteld door Arend Friedrich August Wiegmann in 1834. De hagedissen werden lange tijd tot de familie hazelwormen (Anguidae) gerekend waardoor deze verouderde situatie in veel literatuur nog wordt beschreven. Het woord galliwasp is waarschijnlijk een lokale benaming voor dit slangachtige dieren, en wordt ook gebruikt in het Engels.
Er zijn veertien verschillende soorten, er zijn geen soorten meer beschreven sinds 1998 (Diploglossus garridoi). Verschillende soorten die vroeger tot de galliwasps werden gerekend behoren tegenwoordig tot het geslacht Celestus, zoals Celestus ingridae en Celestus legnotus. De wetenschappelijke geslachtsnaam Diploglossus betekent vrij vertaald 'dubbele tong'; diplo = dubbel en glossus = tong.
Van de soort Diploglossus microlepis is de status niet precies bekend. Deze soort is na zijn beschrijving door Gray in 1831 niet meer gezien en het is zelfs niet bekend waar de hagedis voorkomt.

## Uiterlijke kenmerken
De verschillende soorten variëren in grootte, sommige soorten blijven klein en bereiken een totale lichaamslengte van ongeveer twintig centimeter en andere soorten worden beduidend groter tot bijna 54 centimeter. Dit is inclusief de staart die ongeveer zestig procent van de lichaamslengte beslaat. Er is geen huidplooi aanwezig aan de onderzijde van de flanken.
De schubben zijn boogvormig en zijn voorzien van kleine groeven in de lengte. De poten zijn klein maar goed ontwikkeld en dragen vijf vingers en tenen. Deze dragen kleine klauwtjes waarvan alleen het uiteinde te zien is; het grootste deel van de klauwen is in een huidschede gelegen. Dit is een belangrijk verschil met de soorten uit het geslacht Celestus, waarbij de klauwtjes volledig geëxposeerd zijn.
Een aantal soorten heeft opvallende kleuren en tekeningen, Diploglossus lessonae bijvoorbeeld heeft een diepzwarte kleur met heldergele, dunne dwarsstrepen over het gehele lichaam. Diploglossus monotropis heeft helderrode flanken en een gele kop en staart, met zwarte dwarsbanden. De lokale bevolking denkt dat deze soort giftig is vanwege de gelijkenis met een koraalslang.

## Verspreiding en habitat
Alle soorten komen voor in delen van Midden- en Zuid-Amerika en leven in de landen Bolivia, Brazilië, Colombia, Costa Rica, Cuba, Ecuador, El Salvador, Guatemala, Kleine Antillen, Mexico, Nicaragua, Panama, Peru en Puerto Rico.
Alle soorten zijn bodembewoners die leven in de strooisellaag van begroeide gebieden zoals bossen. De dieren worden vaak aangetroffen in vochtige tot natte delen van het bos. Ook in rotsige omgevingen zoals karstgebieden zijn de soorten te vinden. De hagedissen schuilen onder stenen en tussen boomwortels.

## Bedreiging en bescherming

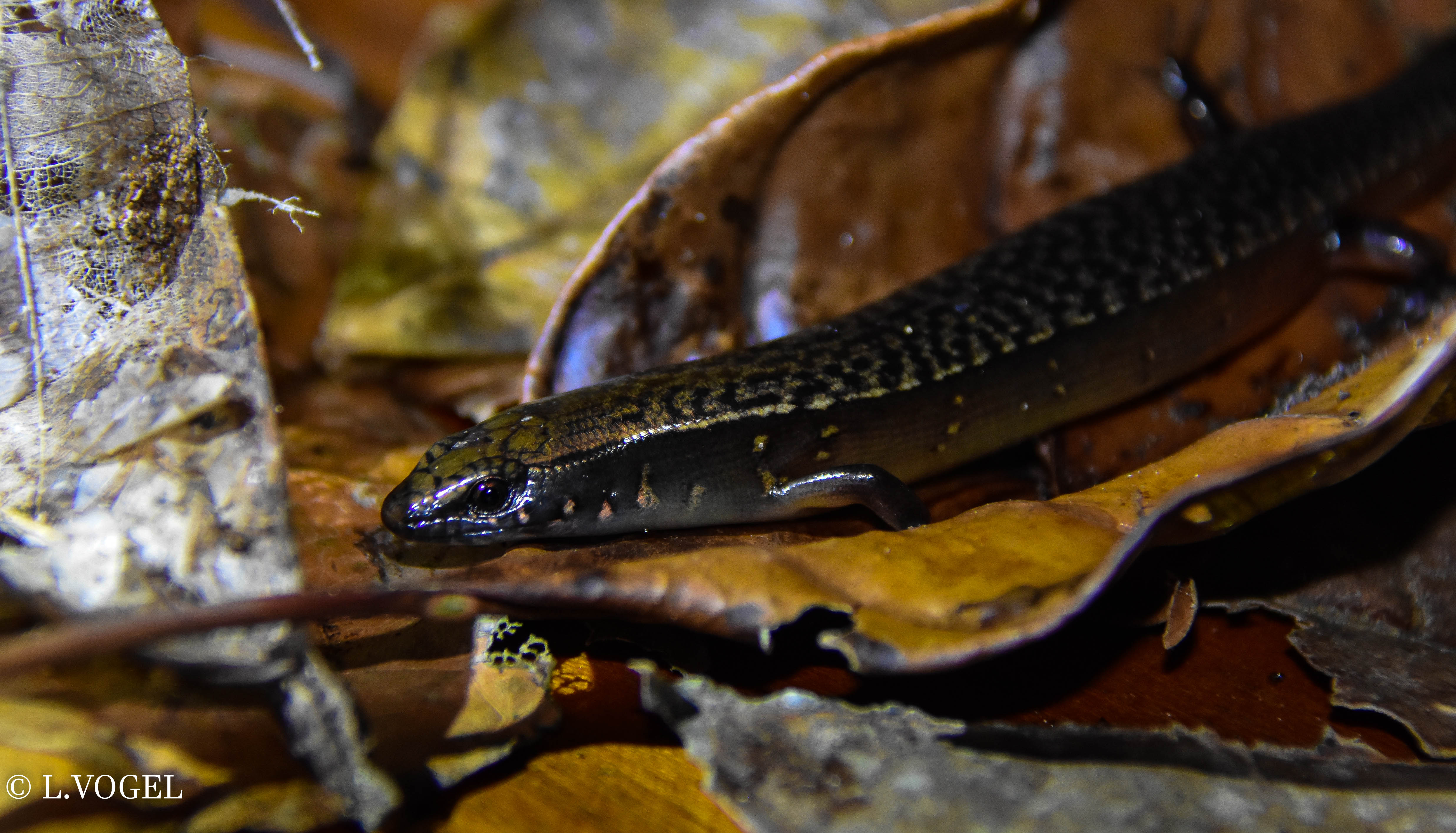
Diploglossus bilobatus, Costa Rica.

Door de internationale natuurbeschermingsorganisatie IUCN is aan tien soorten een beschermingsstatus toegewezen. Zeven soorten worden beschouwd als 'veilig' (Least Concern of LC), een soort als 'onzeker' (Data Deficient of DD) en een soort als 'gevoelig' (Near Threatened of NT). De soort Diploglossus montisserrati ten slotte wordt beschouwd als 'ernstig bedreigd' (Critically Endangered of CR)
Door hun vrij eenvoudige verzorging en de lage eisen die ze stellen aan hun omgeving is een aantal soorten populair als exotisch huisdier in het terrarium. Ze gedijen op turf of bladeren en kunnen gevoerd worden met makkelijk verkrijgbaar voedsel zoals regenwormen en stukjes vlees.

## Levenswijze
Galliwasps leven van kleine ongewervelden zoals insecten, grotere soorten maken ook kleine gewervelde dieren buit.
De vrouwtjes van de meeste soorten zetten eieren af op de bodem. Van de soort Diploglossus pleii is echter bekend dat de jongen levend ter wereld komen, deze soort is eierlevendbarend.

## Soorten
Het geslacht omvat de volgende soorten, met de auteur en het verspreidingsgebied.
| Naam                         | Auteur                        | Verspreidingsgebied                               |
| ---------------------------- | ----------------------------- | ------------------------------------------------- |
| Diploglossus atitlanensis    | H.M. Smith, 1950              | El Salvador, Guatemala, Mexico                    |
| Diploglossus bilobatus       | O'Shaughnessy, 1874           | Costa Rica, Nicaragua, Panama                     |
| Diploglossus delasagra       | Cocteau, 1838                 | Cuba                                              |
| Diploglossus fasciatus       | Gray, 1831                    | Bolivia, Brazilië, Peru                           |
| Diploglossus garridoi        | Thomas & Hedges, 1998         | Cuba                                              |
| Diploglossus lessonae        | Peracca, 1890                 | Brazilië                                          |
| Diploglossus microlepis      | Gray, 1831                    | Onbekend                                          |
| Diploglossus millepunctatus  | O'Shaughnessy, 1874           | Colombia                                          |
| Diploglossus monotropis      | Kuhl, 1820                    | Colombia, Costa Rica, Ecuador, Nicaragua, Panama, |
| Diploglossus montisilvestris | Myers, 1973                   | Panama                                            |
| Diploglossus montisserrati   | Underwood, 1964               | Kleine Antillen (Montserrat)                      |
| Diploglossus nigropunctatus  | Barbour & Shreve, 1937        | Cuba                                              |
| Diploglossus owenii          | A.M.C. Duméril & Bibron, 1839 | Guatemala, Mexico                                 |
| Diploglossus pleii           | A.M.C. Duméril & Bibron, 1839 | Puerto Rico                                       |